# Rotselaar
Rotselaar ist eine belgische Gemeinde in der Provinz Flämisch-Brabant. Sie besteht aus den Ortschaften Rotselaar, Werchter und Wezemaal.

## Geschichte
Die Orte Rotselaar und Wezemaal wurden erstmals im Jahre 1044 urkundlich erwähnt. Zwischen 1138 und 1152 erfolgte die erste Erwähnung Werchters.
Im Ersten Weltkrieg kam es in Rotselaar zu einem Artillerie-Gefecht, bei dem 360 belgische und deutsche Soldaten starben. Infolge von Kampfhandlungen wurden 67 Häuser zerstört und 38 Zivilisten getötet.

## Wappen
Beschreibung: In Silber drei (2,1) gestellte oberhalbe rote Lilien. Auf dem oberen Schildrand ruht ein Spangenhelm mit rot-silbernen Helmdecken. Die Helmzier ist ein silberner offener Flug im rot-silbernen Wulst gesteckt.
Hinweis: Das Wappen ist mit dem von Haacht identisch.

## Sehenswürdigkeiten
- Die Wassermühle Van Doren, deren Ursprünge bis in das 12. Jahrhundert zurückgehen, ist noch heute zur Stromerzeugung in Betrieb.
- Die Kirche Sint-Jan-De-Doperkerk in Werchter wurde im Jahre 1439 erbaut.
- Die neogotische Sint-Pieterskerk im Zentrum Rotselaars wurde im Jahre 1846 an historischer Stätte wiedererrichtet.

## Städtepartnerschaften
Seit 1987 besteht eine Partnerschaft zwischen Rotselaar und dem südniedersächsischen Bad Gandersheim.

## Veranstaltungen
Seit 1974 findet jährlich das Musikfestival Rock Werchter mit mehr als 100.000 Besuchern statt.

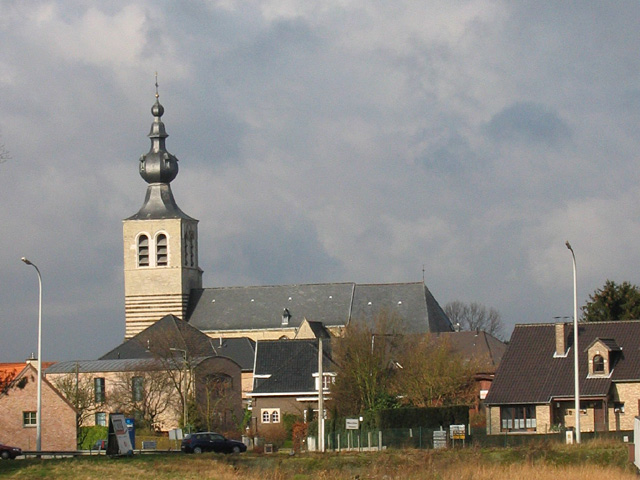
Sint-Jan-De-Doperkerk in Werchter

## Persönlichkeiten
- Tuur Dens (* 2000), Radsportler